# José Martínez (músico)
José Julián Martínez (n. Buenos Aires, Argentina; 28 de enero de 1890 – ib.; 27 de julio de 1939) que era más conocido como José Martínez fue un músico dedicado al género del tango. A pesar de que en el ambiente era conocido por el apodo de El Gallego, lo cierto es que sus padres, abuelos y bisabuelos eran argentinos».
Estudió hasta 3er año de bachillerato y, sin haber estudiado música, empezó a practicar en el piano de unos amigos en tanto paralelamente trabajaba en una escribanía, donde estuvo tres años.

## Actividad profesional
En 1911 integró un trío con el bandoneonista Augusto Berto y el violinista Julio Doutry y actuaron durante seis meses en un café de la calle Pueyrredón, que por entonces se llamaba Centroamérica, de la ciudad de Buenos Aires. Pasaron luego al café llamado De los Loros, de Corrientes y Medrano, apelativo derivado del uniforme verde de conductores y guardas de los tranvías de la compañía Lacroze que eran su clientela mayoritaria.
Después trabajaron en el café Castilla y se convirtieron en cuarteto al incorporarse el flautista Vicente Pesce, conocido como El Tano Vicente. Más adelante volvieron a Los Loros y durante un tiempo Francisco Canaro reemplazó a Doutry antes de pasar a trabajar con Vicente Greco.
Martínez también formó parte del Quinteto Augusto que, dirigido por Berto e incluyendo al flautista Luis Teisseire grabaron para el sello Atlanta en 1914.
Hacia 1915 trabajó con Francisco Canaro en el Teatro Olimpo de la avenida Pueyrredón y luego en el Armenonville, Montmartre, Royal –que después fue el Tabarís-, Palais De Glace y otros locales de Buenos Aires y de Rosario. También integró un trío con Osvaldo Fresedo en bandoneón y Rafael Rinaldi en violín que, al surgir un trabajo en el cabaret Montmartre de la calle Corrientes se convirtió en el cuarteto Martínez-Canaro, al agregarse éste al trío. Luego Canaro formó su orquesta y retornaron por cinco años al Royal.
Durante un tiempo dejó el oficio de músico y comenzó a trabajar como recibidor de granos en Bunge & Born pero a poco volvió a su actividad anterior.
En 1917, Martínez integró la orquesta de Firpo-Canaro, que actuó con gran éxito en los bailes de Carnaval de ese año en el teatro Colón de Rosario, integrada por músicos calificados. Martínez y Firpo tocaban cada uno con un piano, Osvaldo Fresedo, Eduardo Arolas, Minotto Di Cicco, Juan Bautista Deambroggio y Pedro Polito en bandoneón; Francisco Canaro, Julio Doutry, Agesilao Ferrazzano, Tito Roccatagliata y Alberto Scotti en violín; Alejandro Michetti en flauta; Juan Carlos Bazán en clarinete y Leopoldo Thompson en contrabajo.
En el teatro, Martínez trabajó con la compañía Vittone- Pomar (1922), con la de Arata-Simari-Franco en el Teatro Smart y con la de Morganti-Gutiérrez en el Maipo, entre otras.
A fines de 1928 se retiró de la actividad musical y se empleó en la firma cerealera Louis Dreyfus y Cía.
José Martínez falleció en el barrio de Belgrano de la ciudad de Buenos Aires el 27 de julio de 1939.

## Labor como compositor
Sin haber estudiado música, ejecutaba de oído y sin embargo fue muy buen instrumentista y mejor compositor; como no sabía escribirlass, sus creaciones las pasaban al papel otros músicos entre los cuales estaban Eduardo Arolas, Augusto Berto, Agustín Bardi, Francisco Canaro y Antonio Buglione.
Entre las obras a las que aportó la música se recuerdan en especial El acomodo, Calma chicha, Carbonada con letra de Francisco Brancatti, El cencerro, con letra de Francisco Lío, Marianita, Olivero, del cual Osvaldo Pugliese hizo una gran creación, El palenque, Pura uva  que fue su primer tango en 1912, La torcacita, registrado por Carlos Di Sarli el 21 de junio de 1941, Lepanto , Punto y coma, grabado por la orquesta de Osvaldo Pugliese el 13 de septiembre de 1948. Tengan paciencia, Yerba mala y los tangos dedicados: Canaro, a Francisco Canaro; El pensamiento con letra de Francisco García Jiménez, que grabara Juan D'Arienzo el 26 de julio de 1945 y Samuel, a Castriota; Pablo, para Pablo Podestá y Yerba mala, dedicado a Agustín Bardi. Carlos Gardel le grabó De vuelta al bulín con letra de Pascual Contursi y Polvorín con letra de Manuel Romero que evoca al caballo de ese nombre y pertenece a la obra de Romero El Gran Premio Nacional .
Dice Del Greco que “Sin duda ninguna, José Martínez aportó desde muy joven, mucho de su talento musical a nuestro tango y creemos justo evocarlo en su centenario".

## Actividad gremial
En 1918 formó parte junto a Francisco Canaro, Vicente Greco, Rafael Tuegols, Antonino Cipolla, Luis Teisseire y Samuel Castriota del grupo que se reunía en un sótano de Florida al 300 para dar forma a una organización que defendiera sus derechos y en 1920 integró el primer directorio de la entidad que con el tiempo devendría la actual SADAIC. 